# Перемога (Лозовский район)
Перемо́га (укр. Перемога), село,
Переможанский сельский совет,
Лозовский район,
Харьковская область.
Код КОАТУУ — 6323985001. Население по переписи 2001 года составляет 534 (264/270 м/ж) человека.
Является административным центром Переможанского сельского совета, в который, кроме того, входят сёла
Герсевановка,
Раздоры и
Червоный Кут.

## Географическое положение
Село Перемога примыкает к селу Червоный Кут,
на расстоянии в 3 км расположены сёла Герсевановка и Раздоры.
Рядом проходят автомобильная дорога Т-2107 и
железная дорога, ближайшие станции Отдых и Герсевановский.

## История
- 1926 — дата основания.

## Объекты социальной сферы
- Школа.
- Клуб.

## Достопримечательности
- Братская могила советских воинов. Похоронено 45 воинов.

## Религия
- Свято-Пантелеимоновсий храм.